# ماريو مونج
ماريو مونج (بالإسبانية: Mario Monge)‏ هو مدرب كرة قدم ولاعب كرة قدم سلفادوري في مركز الوسط، ولد في 27 نوفمبر 1938 في سان سلفادور في السلفادور. شارك مع منتخب السلفادور لكرة القدم. أما مع النوادي، فقد لعب مع تورونتو فالكونز ونادي سانتانيكوس أسوشيتد.

## وصلات خارجية
- ماريو مونج على موقع الاتحاد الدولي (مؤرشف)  (الإنجليزية)
- ماريو مونج على موقع قاعدة بيانات كرة القدم.إي يو (الإنجليزية)
- ماريو مونج على موقع ناشيونال فوتبول تيمز (الإنجليزية)
- ماريو مونج على موقع Soccerway.com (الإنجليزية)
- ماريو مونج على موقع عالم كرة القدم.نت (الإنجليزية)